# Joljá
Joljá es una localidad del estado mexicano de Chiapas. Es parte del municipio de Tila.

## Demografía
| Gráfica de evolución demográfica |
|                                  |

| Censo | Población |
| ----- | --------- |
| 1950  | 183       |
| 1960  | 517       |
| 1970  | 647       |
| 1980  | 968       |
| 1990  | 1 137     |
| 2000  | 740       |
| 2010  | 1 303     |
| 2020  | 1 700     |